# ジェフェルソン・イントリアゴ
ジェフェルソン・アルフレド・イントリアゴ・メンドーサ（Jefferson Alfredo Intriago Mendoza , 1996年6月4日 - ）は、エクアドル・マナビ県フニン出身のサッカー選手。リーガMX・マサトランFC所属。ポジションはMF。

## クラブ経歴
2010年にLDUキトのユースチームに入団。2014年にトップチームに昇格し、1月26日のマンタFC戦でプロデビュー。同年シーズンに国内リーグ戦に33試合に出場すると、以降中心選手に成長した。
2019年7月1日、リーガMXのFCフアレスに移籍。同年11月5日のティフアナ戦で、移籍後初ゴールを決めた。

## 代表経歴
2013年にU-17のエクアドル代表として南米U-17選手権に出場。2015年には南米ユース選手権にも出場。2017年10月6日の2018 FIFAワールドカップ・南米予選のチリ戦でフル代表初出場。2019年にはコパ・アメリカ2019の代表にも選出。しかし、同大会は日本戦の出場にとどまり、代表もグループリーグ最下位に終わった。